# Peabody Award

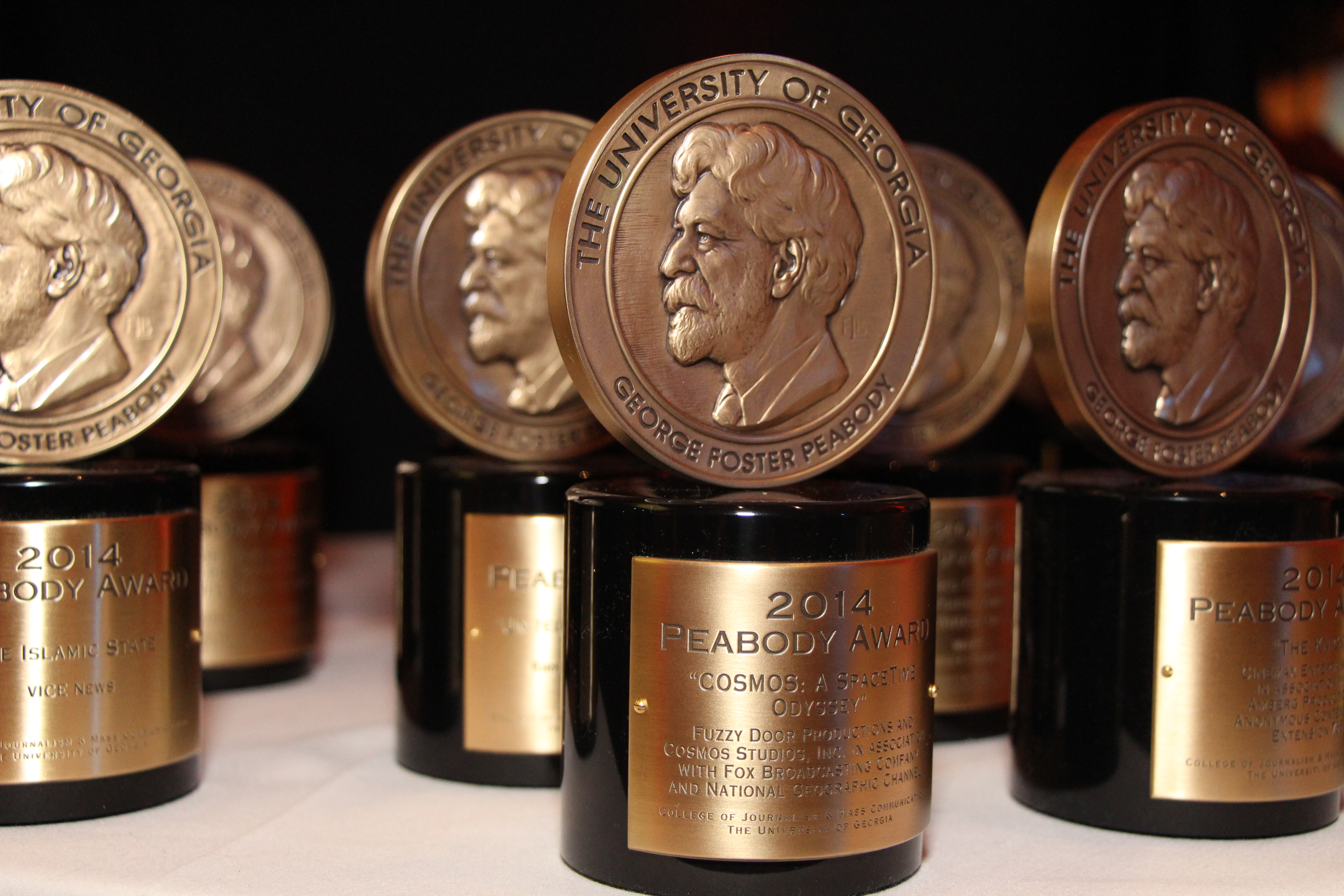
2014 års statyetter.

George Foster Peabody Awards (Peabody Awards) (sv:Peabodypriset) är årligt utgivna internationella priser för framstående insatser inom radio och television. Priset delades först ut 1941 för de program som sändes föregående år och det är därmed ett av de äldsta inom elektronisk media. Lambdin Kay, som var public-service-chef för WSB radio i Atlanta vid den tiden, anses ha skapat priset, döpt efter affärsmannen och filantropen George Foster Peabody. Peabody donerade pengarna för att instifta utmärkelsen. Utdelningen av utmärkelsen hanteras av Henry W. Grady College of Journalism and Mass Communication vid University of Georgia.
Priset delas ut inom radio- och tv-journalism, dokumentärfilm, utbildande program, barnprogram och underhållning. Priset var först skapat endast för radio, men 1948 började även priser för arbete inom televisionen att prisas. På slutet av 1990-talet började även material publicerat på Internet att belönas. Filmer skapade för biografer kan inte vinna pris.